# Riserva nazionale della fauna selvatica di Cabo Rojo
La riserva nazionale della fauna selvatica di Cabo Rojo (in spagnolo Refugio Nacional de Vida Silvestre de Cabo Rojo, in inglese Cabo Rojo National Wildlife Refuge) si trova nella parte sud-occidentale di Porto Rico, nell'omonimo comune. È stato fondato nel 1974, quando l'United States Fish and Wildlife Service ottenne 587 acri dalla Central Intelligence Agency, che lì aveva gestito per diversi anni l'Ufficio caraibico del Foreign Information Dissemination Service. I 1.836 acri (7,43 chilometri quadrati) sono un habitat/rifugio per diverse specie di uccelli autoctoni in via di estinzione, tra cui varie specie di uccelli come la "Mariquita" o il Capitano portoricano (Agelaius xanthomus).